# Trebisonda Valla
Pour les articles homonymes, voir Valla.
Trebisonda Valla également appelée Ondina Valla, née le 20 mai 1916 à Bologne et décédée le 16 octobre 2006 à son domicile de L'Aquila, a été la première athlète italienne à gagner l'or olympique. Elle le remporta sur le 80 haies aux Jeux olympiques d'été de 1936 à Berlin après avoir établi un nouveau record du monde lors de la demi-finale.

## Biographie
Elle a été appelée Trebisonda - un prénom très inhabituel - d'après la ville turque de Trabzon (Trebisonda en italien), que son père considérait comme l'une des plus belles villes du monde. Elle était la fille cadette de la famille, née après ses quatre frères et était le plus souvent appelée par son surnom "Ondina" (qui signifie "petite vague").
Ondina Valla, jeune fille, avait déjà beaucoup de personnalité et de talent pour le sport. Sa rivale aux championnats scolaires de sa ville était Claudia Testoni, celle-ci restera son adversaire pour le restant de leurs carrières. Âgée de 13 ans, Ondina était déjà considérée comme l'une meilleures athlètes d'Italie. L'année suivante, elle devint championne nationale et fut sélectionnée en équipe nationale.
Elle était une athlète très complète, capable d'excellents résultats en sprint, sur les courses de haies ou encore en saut. Rapidement, elle devient la préférée des supporters italiens. Pour le gouvernement fasciste, elle était un symbole de la jeunesse nationale triomphante.
Son plus grand succès a été la médaille d'or remportée sur le 80 m haies des Jeux olympiques d'été de 1936 de Berlin. Le 5 août, elle gagna sa demi-finale dans le temps de 11 s 6, établissant un nouveau record du monde. Le jour suivant eut lieu la finale. C'était une course serrée avec quatre athlètes arrivant ensemble sur la ligne d'arrivée. Il n'y a eu aucun doute quant à la victoire de Valla, mais il fallut recourir à la photo-finish pour désigner les médailles d'argent et de bronze qui revinrent respectivement à Anni Steuer et Elizabeth Taylor-Campbell. La rivale de Valla, Claudia Testoni termina quatrième, sans médaille.
Après ces jeux, Ondina Valla fut forcée de limiter sa participation à des compétitions à cause de problèmes de dos. Elle continua néanmoins à concourir jusqu'au début des années 1940.

## Hommage
Le 7 mai 2015, en présence du président du Comité national olympique italien (CONI), Giovanni Malagò, a été inauguré  le Walk of Fame du sport italien dans le parc olympique du Foro Italico de Rome, le long de Viale delle Olimpiadi. 100 tuiles rapportent chronologiquement les noms des athlètes les plus représentatifs de l'histoire du sport italien. Sur chaque tuile figure le nom du sportif, le sport dans lequel il s'est distingué et le symbole du CONI. L'une de ces tuiles lui est dédiée .

## Palmarès

### Jeux olympiques
- Jeux olympiques 1936 à Berlin ( Allemagne) 
  -  Médaille d'or sur 80 m haies
  - 4e en relais 4 × 100 m

### Record
- Record du monde du 80 m haies en 11 s 6 le 5 août 1936 à Berlin